# Gymnobela emertoni
Gymnobela emertoni är en snäckart som först beskrevs av Addison Emery Verrill 1884.  Gymnobela emertoni ingår i släktet Gymnobela och familjen kägelsnäckor. Inga underarter finns listade i Catalogue of Life.